# Tasta disciscura
Tasta disciscura är en fjärilsart som beskrevs av Holloway 1976. Tasta disciscura ingår i släktet Tasta och familjen mätare. Inga underarter finns listade i Catalogue of Life.